# Id. Markó Károly műveinek listája
Az alábbi nem teljes lista idősebb Markó Károly műveit sorolja fel.

## Festmények
| kép | mű címe                              | készítés éve | technika      | méret          | tulajdonos                       |
| --- | ------------------------------------ | ------------ | ------------- | -------------- | -------------------------------- |
|     | Visegrád                             | 1826         | olaj, vászon  | 58.5 × 83.5 cm | Magyar Nemzeti Galéria, Budapest |
|     | Árkádiában                           | 1830         | olaj, vászon  | 76 × 100.5 cm  | Magyar Nemzeti Galéria, Budapest |
|     | A Szent Hajdan gyöngyeiből           | 1833         | olaj, fatábla | 45 × 55 cm     | Magyar Nemzeti Galéria, Budapest |
|     | Krisztus megkeresztelése a Jordánban | 1840         | olaj, fatábla | 44 × 64.5 cm   | Magyar Nemzeti Galéria, Budapest |
|     | A római Campagna Ceraites közelében  | 1843         | olaj, vászon  | 76 × 100.5 cm  | Magyar Nemzeti Galéria, Budapest |
|     | Tájkép Tivoli mellett szüretelőkkel  | 1846         | olaj, vászon  | 116 × 153.5 cm | Magyar Nemzeti Galéria, Budapest |
|     | Halászok                             | 1851         | olaj, vászon  | 110 × 165 cm   | Magyar Nemzeti Galéria, Budapest |
|     | A Puszta                             | 1853         | olaj, vászon  | 39.5 × 52 cm   | Magyar Nemzeti Galéria, Budapest |